# Fredrikstad
Fredrikstad is een stad en gemeente in de Noorse provincie Østfold. Met 83.193 inwoners (2021) is Fredrikstad de op zes na grootste gemeente van Noorwegen. De oppervlakte van de gemeente bedraagt zo'n 293 km².
Fredrikstad ligt aan de Oslofjord, een fjord ten noorden van het Skagerrak. De gemeente grenst in het westen en noordwesten aan de Oslofjord en Råde, in het noordoosten en oosten aan Sarpsborg in het binnenland en in het zuiden aan Hvaler aan de kust. De stad ligt aan de monding van de Glomma, ook genoemd Glåma, de langste rivier van Noorwegen. Fredrikstad ligt op 30 kilometer van de grens met Zweden. Door de stad loopt de hoofdspoorwegverbinding naar Zweden en verder zuidwaarts naar Denemarken en Europa. Verder zijn er secundaire en kleinere wegen.
De stad werd in 1567 gesticht door Koning Fredrik II om koning en bewoners te beschermen tegen de van tijd tot tijd opdringerige buren. In dat jaar werd de in het binnenland gelegen Sarpsborg door de Zweden in brand gestoken en vernield. Daarna werd besloten de stad 15 kilometer naar het zuiden te verplaatsen. Het diende in de zeventiende eeuw als een kleine haven. Noordvaarders deden de haven geregeld aan en een buitengewoon hoog percentage Noorse schippers dat in de Republiek aankwam, kwam uit Fredrikstad.
Een vestingstad, vandaag "Gamlebyen" (de Oude Stad) genaamd, verrees aan de monding van de Glomma na de Deens-Zweedse oorlog. De vestingwerken werden opeenvolgens geleid door Willem Coucheron en later Johan Caspar von Cicignon, respectievelijk een Nederlander en een Luxemburger in Deense dienst. De vesting van Fredrikstad bestaat uit Kongsten Fort, Isegran (een versterkte landtong waar de Glomma zich splitst ten westen van Gamlebyen) en Gamlebyen zelf - beschermd door stadsmuren en vestinggrachten. Verder werden nog twee forten, Huth en Akerøya, gebouwd op eilanden. Rond 1685 was het een der sterkste forten in Noorwegen.
De westelijke buitenwijk Vestsiden werd in 1735 gebouwd op de westoever van de Glomma en groeide zodanig door de houtkapperij, dat het de hoofdkern van Fredrikstad werd. Veel gebouwen in de oude vesting werden verwoest door een brand in 1764.
In 1814, toen Noorwegen zich begon los te maken van de unie met Denemarken, slaagden de Zweden erin Kråkerøy en Isegran te veroveren. Dankzij een relatief eenvoudige overwinning - de commandant van Gamlebyen hees de witte vlag vrij gauw - werd Gamlebyen bezet zonder verwoest te worden. Het resultaat is dat deze oude stad vandaag de best bewaarde (en nog levendige) vestingstad van Noord-Europa is.
Het grondgebied van Fredrikstad werd in de loop van de twintigste eeuw aanzienlijk uitgebreid door de inlijving van omliggende gemeenten. In 1964 werd Glemmen toegevoegd, terwijl die gemeente op dat moment meer inwoners telde dan Fredrikstad. De eilandgemeente Kråkerøy werd samen met Borge, Rolvsøy en Onsøy in 1994 toegevoegd.

## Plaatsen in de gemeente

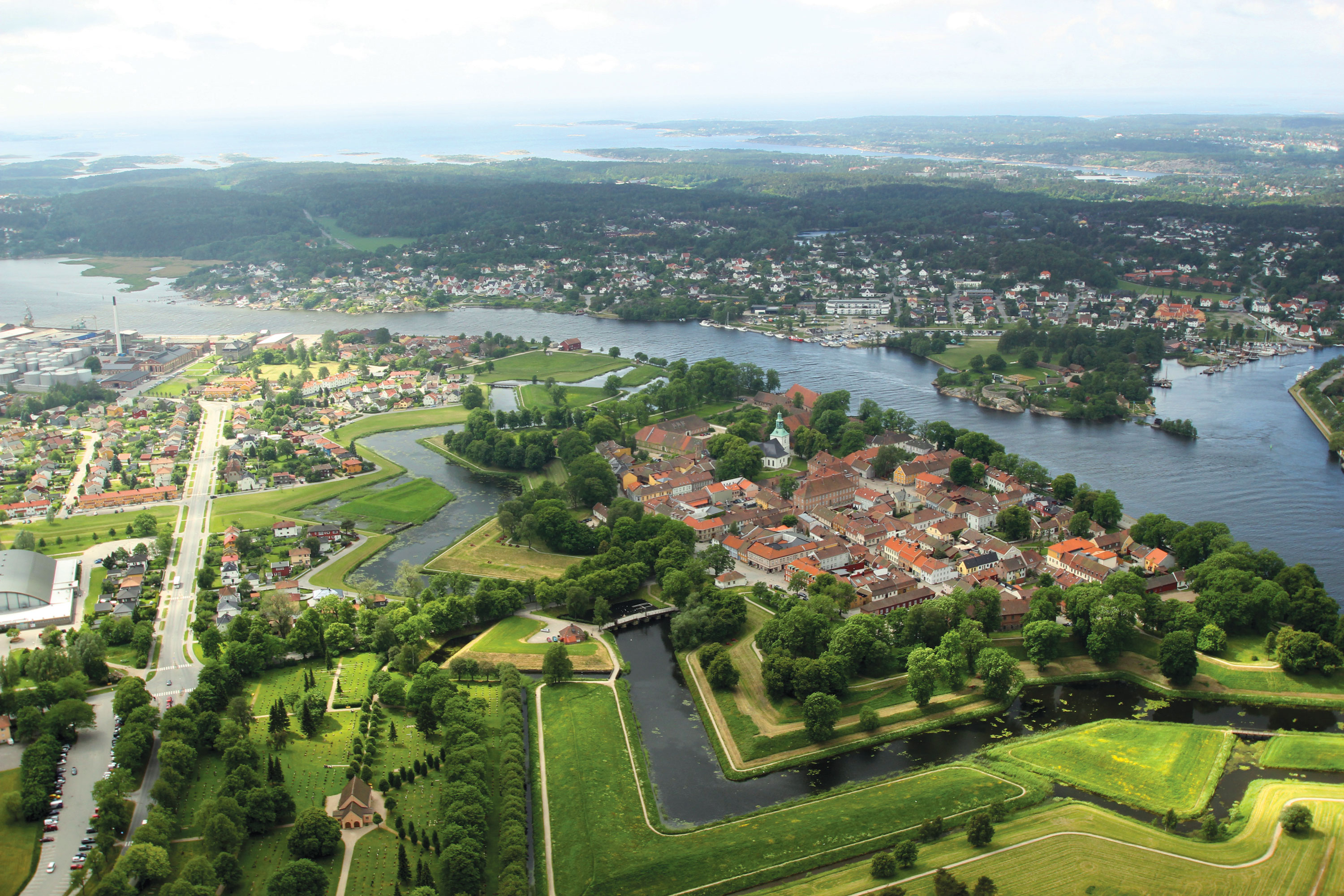
Zicht op de oude vesting.

- Alshus
- Glosli
- Kråkerøy
- Lervik
- Øyenkilen
- Rostadneset
- Skivika
- Slevik
- Spetalen

## Geboren
- Knut Brynildsen (1917-1986), voetballer
- Erik Holmberg (1922-1998), voetballer
- Egil Olsen (1942), voetballer en voetbalcoach
- Benny Nielsen (1951), Deens voetballer
- Per Egil Ahlsen (1958), voetballer en voetbalcoach
- Jørn Andersen (1963), voetballer en voetbalcoach
- Jostein Hasselgård (1979), zanger en kleuterleider
- Kari Mette Johansen (1979), handbalster
- Simen Brenne (1981), voetballer
- Even Johansen (1988), schaatser
- Vegard Stake Laengen (1989), wielrenner
- Kari Brattset (1991), handbalster
- Storm Ingebritsen (2005), wielrenner